# Crime à Chicago

Crime à Chicago (en anglais The Fabulous Clipjoint), publié pour la première fois sous forme de livre en 1947 (et initialement publié sous le titre Dead Man's Indemnity dans le magazine Mystery Book, en avril 1946), est le premier roman complet de l'écrivain Fredric Brown, qui a perfectionné son art en publiant des centaines d'histoires courtes dans les magazines Pulp de l'époque. The Fabulous Clipjoint est également le premier des sept romans policiers mettant en vedette l'équipe neveu / oncle d'Ed et Am Hunter. Les romans suivants de la série sont The Dead Ringer, The Bloody Moonlight, Compliments of a Fiend, Death Has Many Doors, The Late Lamented et Mrs Murphy's Underpants .

## Contenu
Lorsque le père alcoolique de l'adolescent Ed Hunter est assassiné, Ed est pratiquement orphelin, car il ressent peu d'affection pour sa belle-mère mesquine et sa demi-sœur hypersexuelle. La police rejette l'affaire comme étant le meurtre banal d'un ivrogne traînant dans les rues, et Ed décide donc d'enquêter seul sur le crime.
Ed fait appel à l'aide du frère de son père, Ambrose "Am" Hunter, un forain itinérant, qu'il n'a pas vu depuis de nombreuses années, et les deux se sont mis en tête de résoudre le crime. Ensemble, ils font connaissance avec la pègre de Chicago pour débusquer le véritable meurtrier du père d'Ed. En cours de route, sous la direction d'Am, Ed se rend compte que son père n'était pas l'homme malheureux et pathétique qu'il avait toujours cru qu'il était.

## Réception critique
Crime à Chicago (Le Fabulous Clipjoint), comme la plupart des œuvres de Brown, se distingue par son savoir-faire solide, son atmosphère et son suspense. En 1948, il reçoit le Prix Edgar-Allan-Poe du meilleur premier roman.